# Lista över småplaneter (501–1000)
Detta är en lista över numrerade småplaneter, nummer 501–1000.
|     | 500          | 600          | 700         | 800            | 900           |
| --- | ------------ | ------------ | ----------- | -------------- | ------------- |
| 1   | Urhixidur    | Nerthus      | Oriola      | Helwerthia     | Brunsia       |
| 2   | Sigune       | Marianna     | Alauda      | Epyaxa         | Probitas      |
| 3   | Evelyn       | Timandra     | Noëmi       | Picka          | Nealley       |
| 4   | Cora         | Tekmessa     | Interamnia  | Hispania       | Rockefellia   |
| 5   | Cava         | Juvisia      | Erminia     | Hormuthia      | Universitas   |
| 6   | Marion       | Brangäne     | Hirundo     | Gyldénia       | Repsolda      |
| 7   | Laodica      | Jenny        | Steina      | Ceraskia       | Rhoda         |
| 8   | Princetonia  | Adolfine     | Raphaela    | Merxia         | Buda          |
| 9   | Iolanda      | Fulvia       | Fringilla   | Lundia         | Ulla          |
| 10  | Mabella      | Valeska      | Gertrud     | Atossa         | Anneliese     |
| 11  | Davida       | Valeria      | Marmulla    | Nauheima       | Agamemnon     |
| 12  | Taurinensis  | Veronika     | Boliviana   | Adele          | Maritima      |
| 13  | Centesima    | Ginevra      | Luscinia    | Baumeia        | Otila         |
| 14  | Armida       | Pia          | Ulula       | Tauris         | Palisana      |
| 15  | Athalia      | Roswitha     | Transvaalia | Coppelia       | Cosette       |
| 16  | Amherstia    | Elly         | Berkeley    | Juliana        | America       |
| 17  | Edith        | Patroclus    | Wisibada    | Annika         | Lyka          |
| 18  | Halawe       | Elfriede     | Erida       | Kapteynia      | Itha          |
| 19  | Sylvania     | Triberga     | Albert      | Barnardiana    | Ilsebill      |
| 20  | Franziska    | Drakonia     | Bohlinia    | Adriana        | Rogeria       |
| 21  | Brixia       | Werdandi     | Tabora      | Fanny          | Jovita        |
| 22  | Helga        | Esther       | Frieda      | Lalage         | Schlutia      |
| 23  | Ada          | Chimaera     | Hammonia    | Sisigambis     | Herluga       |
| 24  | Fidelio      | Hektor       | Hapag       | Anastasia      | Toni          |
| 25  | Adelaide     | Xenia        | Amanda      | Tanina         | Alphonsina    |
| 26  | Jena         | Notburga     | Joëlla      | Henrika        | Imhilde       |
| 27  | Euryanthe    | Charis       | Nipponia    | Wolfiana       | Ratisbona     |
| 28  | Rezia        | Christine    | Leonisis    | Lindemannia    | Hildrun       |
| 29  | Preziosa     | Bernardina   | Watsonia    | Academia       | Algunde       |
| 30  | Turandot     | Euphemia     | Athanasia   | Petropolitana  | Westphalia    |
| 31  | Zerlina      | Philippina   | Sorga       | Stateira       | Whittemora    |
| 32  | Herculina    | Pyrrha       | Tjilaki     | Karin          | Hooveria      |
| 33  | Sara         | Zelima       | Mocia       | Monica         | Susi          |
| 34  | Nassovia     | Ute          | Benda       | Burnhamia      | Thüringia     |
| 35  | Montague     | Vundtia      | Marghanna   | Olivia         | Clivia        |
| 36  | Merapi       | Erika        | Harvard     | Jole           | Kunigunde     |
| 37  | Pauly        | Chrysothemis | Arequipa    | Schwarzschilda | Bethgea       |
| 38  | Friederike   | Moira        | Alagasta    | Seraphina      | Chlosinde     |
| 39  | Pamina       | Latona       | Mandeville  | Valborg        | Isberga       |
| 40  | Rosamunde    | Brambilla    | Cantabia    | Zenobia        | Kordula       |
| 41  | Deborah      | Agnes        | Botolphia   | Arabella       | Murray        |
| 42  | Susanna      | Clara        | Edisona     | Kerstin        | Romilda       |
| 43  | Charlotte    | Scheherezade | Eugenisis   | Nicolaia       | Begonia       |
| 44  | Jetta        | Cosima       | Aguntina    | Leontina       | Hidalgo       |
| 45  | Messalina    | Agrippina    | Mauritia    | Naëma          | Barcelona     |
| 46  | Herodias     | Kastalia     | Marlu       | Lipperta       | Poësia        |
| 47  | Praxedis     | Adelgunde    | Winchester  | Agnia          | Monterosa     |
| 48  | Kressida     | Pippa        | Simeïsa     | Inna           | Jucunda       |
| 49  | Jessonda     | Josefa       | Malzovia    | Ara            | Hel           |
| 50  | Senta        | Amalasuntha  | Oskar       | Altona         | Ahrensa       |
| 51  | Ortrud       | Antikleia    | Faïna       | Zeissia        | Gaspra        |
| 52  | Sigelinde    | Jubilatrix   | Sulamitis   | Wladilena      | Caia          |
| 53  | Kundry       | Berenike     | Tiflis      | Nansenia       | Painleva      |
| 54  | Peraga       | Zelinda      | Malabar     | Frostia        | Li            |
| 55  | Norma        | Briseïs      | Quintilla   | Newcombia      | Alstede       |
| 56  | Phyllis      | Beagle       | Lilliana    | Backlunda      | Elisa         |
| 57  | Violetta     | Gunlöd       | Portlandia  | Glasenappia    | Camelia       |
| 58  | Carmen       | Asteria      | Mancunia    | El Djezaïr     | Asplinda      |
| 59  | Nanon        | Nestor       | Vinifera    | Bouzaréah      | Arne          |
| 60  | Delila       | Crescentia   | Massinga    | Ursina         | Birgit        |
| 61  | Ingwelde     | Cloelia      | Brendelia   | Aïda           | Gunnie        |
| 62  | Salome       | Newtonia     | Pulcova     | Franzia        | Aslög         |
| 63  | Suleika      | Gerlinde     | Cupido      | Benkoela       | Iduberga      |
| 64  | Dudu         | Judith       | Gedania     | Aase           | Subamara      |
| 65  | Marbachia    | Sabine       | Mattiaca    | Zubaida        | Angelica      |
| 66  | Stereoskopia | Desdemona    | Moguntia    | Fatme          | Muschi        |
| 67  | Eleutheria   | Denise       | Bondia      | Kovacia        | Helionape     |
| 68  | Cheruskia    | Dora         | Struveana   | Lova           | Petunia       |
| 69  | Misa         | Kypria       | Tatjana     | Mellena        | Leocadia      |
| 70  | Kythera      | Ottegebe     | Bali        | Manto          | Primula       |
| 71  | Dulcinea     | Carnegia     | Libera      | Amneris        | Alsatia       |
| 72  | Rebekka      | Astarte      | Tanete      | Holda          | Cohnia        |
| 73  | Recha        | Edda         | Irmintraud  | Mechthild      | Aralia        |
| 74  | Reginhild    | Rachele      | Armor       | Rotraut        | Lioba         |
| 75  | Renate       | Ludmilla     | Lumière     | Nymphe         | Perseverantia |
| 76  | Emanuela     | Melitta      | Berbericia  | Scott          | Benjamina     |
| 77  | Rhea         | Aaltje       | Gutemberga  | Walküre        | Philippa      |
| 78  | Happelia     | Fredegundis  | Theobalda   | Mildred        | Aidamina      |
| 79  | Sidonia      | Pax          | Nina        | Ricarda        | Ilsewa        |
| 80  | Selene       | Genoveva     | Armenia     | Herba          | Anacostia     |
| 81  | Tauntonia    | Gorgo        | Kartvelia   | Athene         | Martina       |
| 82  | Olympia      | Hagar        | Montefiore  | Swetlana       | Franklina     |
| 83  | Klotilde     | Lanzia       | Nora        | Matterania     | Gunila        |
| 84  | Semiramis    | Hildburg     | Pickeringia | Priamus        | Gretia        |
| 85  | Bilkis       | Hermia       | Zwetana     | Ulrike         | Rosina        |
| 86  | Thekla       | Gersuind     | Bredichina  | Washingtonia   | Amelia        |
| 87  | Hypsipyle    | Tinette      | Moskva      | Alinda         | Wallia        |
| 88  | Achilles     | Melanie      | Hohensteina | Parysatis      | Appella       |
| 89  | Croatia      | Zita         | Lena        | Erynia         | Schwassmannia |
| 90  | Tomyris      | Wratislavia  | Pretoria    | Waltraut       | Yerkes        |
| 91  | Irmgard      | Lehigh       | Ani         | Gunhild        | McDonalda     |
| 92  | Bathseba     | Hippodamia   | Metcalfia   | Seeligeria     | Swasey        |
| 93  | Titania      | Zerbinetta   | Arizona     | Leopoldina     | Moultona      |
| 94  | Mireille     | Ekard        | Irenaea     | Erda           | Otthild       |
| 95  | Polyxena     | Bella        | Fini        | Helio          | Sternberga    |
| 96  | Scheila      | Leonora      | Sarita      | Sphinx         | Hilaritas     |
| 97  | Bandusia     | Galilea      | Montana     | Lysistrata     | Priska        |
| 98  | Octavia      | Ernestina    | Ruth        | Hildegard      | Bodea         |
| 99  | Luisa        | Hela         | Gudula      | Jokaste        | Zachia        |
| 100 | Musa         | Auravictrix  | Kressmannia | Rosalinde      | Piazzia       |
|     | 600          | 700          | 800         | 900            | 1000          |